# Baierdorf (Gemeinde Weißkirchen in Steiermark)
Baierdorf ist ein Ort im oberen Murtal in der Steiermark, und Ortschaft der Gemeinde Weißkirchen in Steiermark mit 340 Einwohnern (Stand 1. Jänner 2024) im Bezirk Murtal.

## Geographie
Das Dorf liegt auf um die 700 m ü. A. am Südrand des Aichfelds, dem inneralpinen Becken der oberen Mur, ca. 4 Kilometer südlich von Zeltweg und 6½ Kilometer östlich von Judenburg. Baierdorf schließt östlich direkt an den Ort Maria Buch an und liegt südwestlich von Weißkirchen in Steiermark.
Baierdorf gehört zur Katastralgemeinde Fisching (707,48 ha; Stand 31. Dezember 2023).
Erreichbar ist Baierdorf über die Anschlussstellen Zeltweg West und Zeltweg Ost der Murtal Schnellstraße S36, die bei Judenburg endet, oder über die Obdacher Straße.